# KS07
Der  KS07 mit dem Markennamen Rübezahl war ein in der DDR bei den Brandenburger Traktorenwerken hergestellter Kettenschlepper. Er war nahezu baugleich mit dem ab 1935 gebauten FAMO-Rübezahl. Der KS07 wurde nicht nur als Kettentraktor, sondern auch als Planierraupe eingesetzt. Zu den Stärken des Modells zählten die geringe mechanische Belastung des Ackerbodens und die hohe Zugkraft.

## Geschichte
Das Fahrzeug wurde von 1952 bis 1956 in gesamt 5665 Einheiten gebaut. 1952 wurden 675 Fahrzeuge produziert, diese hatten noch eine Benzin-Anlassvorrichtung. Ab 1953 wurde ein elektrischer Startermotor mit einer Leistung von 4,4 kW eingebaut. 1954 erhielt der Schlepper den Modellnamen KS07/60, im Jahr darauf wurde das Fahrzeug mit leistungsgesteigertem Motor angeboten.

## Technik

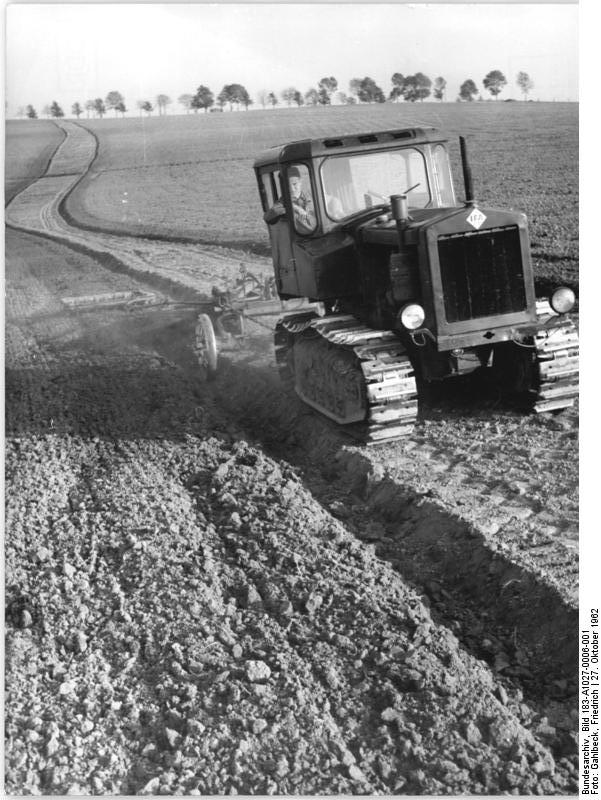
KS07 beim Pflügen

Der KS07 wurde in rahmenloser Blockbauweise gefertigt. Das Laufwerk war ein Kastenlaufwerk mit 5 Rollen, es wurde die hinterste Rolle antrieben. Das Getriebe war ein Schieberadgetriebe und hatte vier Vorwärtsgänge sowie einen Rückwärtsgang, mit dem der Schlepper auf gut 8 km/h in der Spitze kam. Das Lenkgetriebe bremste durch Verlangsamung der Bremstrommeln auf der Kurveninnenseite ab.
Die Zapfwelle hatte eine Nenndrehzahl von 540/min, die Riemenscheibe eine von 1000/min. Nachteilig am KS07 war, vor allem auf sandigen Böden, die Lebensdauer der Ketten, die nur 1000 bis 2000 Betriebsstunden betrug.